# ایگور ارنائز
ایگور ارنائز (انگلیسی: Igor Arnáez؛ زادهٔ ۳۰ آوریل ۱۹۹۱) بازیکن فوتبال اهل اسپانیا است.
از باشگاه‌هایی که در آن بازی کرده‌است می‌توان به باشگاه ورزشی تنریف و باشگاه فوتبال اتلتیک بیلبائو بی اشاره کرد.